# Diplasiaster productus
Diplasiaster productus is een zeester uit de familie Goniasteridae.
De wetenschappelijke naam van de soort werd in 1917 gepubliceerd door Austin Hobart Clark.